# Домачівська волость
Домачівська волость — адміністративно-територіальна одиниця Берестейського повіту Гродненської губернії Російської імперії. Волосний центр — село Домачеве.
На 1885 р. у волості налічувалось 12 сіл (об'єднаних у 8 громад), 304 двори, 3 097 чоловіків і 3 108 жінок, 6 673 десятини землі (3 313 десятин орної).
За Берестейським миром, підписаним 9 лютого 1918 року територія волості ввійшла до складу Української Народної Республіки.

## У складі Польщі
Після окупації в лютому 1919 р. поляками Полісся волость назвали ґміна Домачув, входила до Берестейського повіту Поліського воєводства Польської республіки. Центром ґміни було село Домачеве.
За переписом 1921 року в 21 поселенні ґміни налічувалось 966 будинків і 6363 мешканці (748 римокатоликів, 2281 православний, 1958 євангелістів і 1379 юдеїв).
Розпорядженням Міністра внутрішніх справ Польщі 23 березня 1928 р. до ґміни приєднано ліквідовану ґміну Пшиборово.
Волость (ґміна) ліквідована у 1940 році через утворенням Домачевського району.